# Fecomagnetismo
El fecomagnetismo, también llamado fecomagnetismo médico o fecomagnetoterapia, es una pseudoterapia ficticia creada como parte de un experimento social, y llevado a cabo por dos antiguos estudiantes de ciencias biológicas, Mariano Collantes Alegre y Fernando Cervera Rodríguez, y detallado, entre otros, en un libro escrito por Fernando Cervera.
Durante años, Collantes y Cervera se hicieron pasar por promotores de una terapia que decía poder curar cualquier dolencia con heces e imanes. Llegaron a participar en grandes ferias de promoción del mundo de lo alternativo, como la feria esotérica y alternativa de Atocha. Además, tuvieron ofertas para vender sus heces incluso fuera de España.
Según sus creadores relatan en su libro, el objetivo era descubrir si en el mundo de las terapias alternativas existen filtros para la creación de este tipo de pseudoterapias. El experimento ha llegado a tener repercusión internacional en el ámbito escéptico.